# Животворящ източник (Бела църква)
„Животворящ източник“ (на гръцки: Ζωοδόχου Πηγής) е средновековен релиогиозен комплекс край село Бела църква, Кукушко, Гърция. Съвременната църква „Свети Йоан“ в комплекса е част от Поленинската и Кукушка епархия.
На два километра източно от Бела църква, на левия бряг на реката Галик (Ехедорос), се намира бърдото Животворящ извор на Богородица, известно като Бела църква или Акче Клисе, на което за запазени и остатъци от средновековни укрепления. В 1974 година между двете съседни бърда на източния бряг на Галик започват разкопки. В 1983-1989 г. между двете бърда е открит църковен комплекс от раннохристиянския период с гробници, датиращи от IV век. Рисунките в едната гробница са датирани VI век. Гробището е използвано до VII век, а може би и по-късно. Разкрита е църква от V век – еднокорабна сграда с нартекс, която по времето на Юстиниан Велики е превърната с две разширения в трикорабна базилика. По-късно комплексът е разширен на юг с кръщелня, работилници и магазини. Открити са и остатъци от голяма правоъгълна сграда с административни функции, вероятно разрушена в VII век.
Вероятно в периода края на VII – втората половина на IX век е възстановен централният кораб на раннохристиянската църква. Фрагментите от фрески в него са един от най-ценните примери за живописта на Солунската школа от края на XII век. В околностите са открити работилници и средновизантийски гробници. Гробовете са засводени и вдлъбнати, а в един от тях има следи от фрески (кръстове). На северната страна на комплекса има селище, обкръжено със стени.
От IX век бърдото срещу Животворящ източник, което се изправя над новия параклис, е обкръжено със степи и центърът на селището е преместен там. Този обект все още не е цялостно проучен. На най-високата му точка е открита малка трикорабна средновизантийска базилика, посветена на Свети Георги, която може би датира от X век. В естествената пещера на западната страна на скалата са запазане остатъци от отшелническа килия или манастир. Пещерата е украсена с фрески от XI век.